# Mudbhatkal, Bhatkal
Mudbhatkal là một làng thuộc tehsil Bhatkal, huyện Uttar Kannad, bang Karnataka, Ấn Độ.